# Tour de Lombardie 1979
La 73e édition du Tour de Lombardie s'est déroulée le 13 octobre 1979. La course a été remportée par le coureur français Bernard Hinault qui signe une première victoire sur cette classique. Le parcours s'est déroulé entre Milan et Côme sur une distance de 249 kilomètres.

## Déroulement de la course
Le Français Bernard Hinault rejoint Côme en compagnie de l'Italien Silvano Contini. Hinault, en tête, lance le sprint et franchit la ligne d'arrivée en vainqueur avec deux longueurs d'avance sur son compagnon d'échappée. 159 coureurs étaient au départ et 28 à l'arrivée.

## Classement final
| Pos. | Coureur                | Équipe    | Temps           |
| ---- | ---------------------- | --------- | --------------- |
| 1    | Bernard Hinault        | Renault   | 6 h 13 min 25 s |
| 2    | Silvano Contini        | Bianchi   | m.t.            |
| 3    | Giovanni Battaglin     | Inoxpran  | à 3 min 20 s    |
| 4    | Jean-Luc Vandenbroucke | Peugeot   | m.t.            |
| 5    | Ronald De Witte        | Sanson    | m.t.            |
| 6    | Ludo Peeters           | Ijsboerke | m.t.            |
| 7    | Alessandro Pozzi       | Bianchi   | m.t.            |
| 8    | Palmiro Masciarelli    | Sanson    | à 4 min 22 s    |
| 9    | Alfio Vandi            | Magniflex | m.t.            |
| 10   | Hennie Kuiper          | Peugeot   | à 4 min 27 s    |